# Брокшайд
Брокшайд (нем. Brockscheid) — община в Германии, в земле Рейнланд-Пфальц. 
Входит в состав района Вульканайфель. Подчиняется управлению Даун.  Население составляет 207 человек (на 31 декабря 2010 года). Занимает площадь 2,05 км².